# Tiroteo de Zúrich de 2016
La tarde del 19 de diciembre de 2016 a las 17:31 (UTC+1)  dio lugar a un tiroteo cerca de un Centro Islámico en Zúrich, dejando tres heridos en estado grave. Se desconoce la identidad del perpetrador, aunque cerca de la zona se ha encontrado un cadáver junto a un arma. La policía se encuentra investigando si tenía relación alguna con el tiroteo.